# Брусничний
Брусни́чний (рос. Брусничный) — селище у складі Верхньокамського району Кіровської області, Росія. Входить до складу Лісного міського поселення.
Населення становить 284 особи (2010, 268 у 2002).
Національний склад станом на 2002 рік — росіяни 83 %.